# ميغيل أنخيل سانتورو
ميغيل أنخيل سانتورو (بالإسبانية: Miguel Ángel Santoro)‏ مواليد 27 فبراير 1942 في ساراندي، الأرجنتين، هو لاعب كرة قدم أرجنتيني سابق كان يلعب كحارس مرمى. سبق له أن لعب في كأس العالم لكرة القدم مع منتخب بلاده.

## المسيرة الاحترافية

### أندية لعب لها
- إنديبندينتي
- نادي إيركوليس

## روابط خارجية
- ميغيل أنخيل سانتورو على موقع الاتحاد الدولي (مؤرشف)  (الإنجليزية)
- ميغيل أنخيل سانتورو على موقع الاتحاد الأوربي (الإنجليزية)
- ميغيل أنخيل سانتورو على موقع قاعدة بيانات كرة القدم.إي يو (الإنجليزية)
- ميغيل أنخيل سانتورو على موقع ناشيونال فوتبول تيمز (الإنجليزية)
- ميغيل أنخيل سانتورو على موقع عالم كرة القدم.نت (الإنجليزية)